# Смейся, клоун, смейся
«Смейся, клоун, смейся» (англ. Laugh, Clown, Laugh) — американская драма режиссёра Герберта Бренона 1928 года.

## Сюжет
Тито, путешествующий клоун, находит брошенного ребенка. Тито называет её Симонетта в честь своего партнера Симона и воспитывает как родную дочь. Однажды Симонетта сталкивается с Луиджи, богатым парнем, который безумно влюбляется в неё, но она отвергает его ухаживания. Девушка возвращается домой, и Тито внезапно осознает, что его Симонетта уже не та маленькая девочка, которую он знал, что его любовь к ней переросла в нечто большее.

## В ролях
- Лон Чейни — Тито
- Бернард Сигел — Симон
- Лоретта Янг — Симонетта
- Сисси Фицджералд — Гианкинта
- Нильс Астер — Луиджи
- Гвен Ли — Лукреция